# ラエ・サラモアの戦い
ラエ・サラモアの戦い（ラエ・サラモアのたたかい、Battle of Lae-Salamaua, 1943年1月7日 - 9月16日）は、第二次世界大戦中のニューギニア戦線における戦闘の1つ。ニューギニア島東部の要地ラエとサラモアを占領していた日本軍を、オーストラリア軍を主体とする連合軍が攻撃し、ラエとサラモアを奪還した。日本軍は標高4,100メートルのサラワケット山系を越えて撤退した。

## 背景
ニューギニア島のソロモン海側、マーカム川河口に面する小都市ラエと、その南方50キロに位置するサラモアは、日本軍の基地ラバウルと連合軍の基地ポートモレスビーとの中間に位置し、飛行場と港湾の適地で共に連合軍の飛行場があった。日本軍はポートモレスビー攻略を視野に入れて前進航空基地の設営を計画し、1942年3月8日にサラモアに陸軍南海支隊、ラエに海軍陸戦隊が上陸した。どちらも連合軍はすでに撤退していたため、抵抗を受けることなく占領が行われた。
しかし連合軍は3月10日、空母「ヨークタウン」「レキシントン」を基幹とする空母機動部隊をもってラエとサラモアの日本軍を空襲したため、付近にいた艦船は4隻が沈没、9隻が損傷した。
さらに、サラモア南西方60キロにある山間部の鉱山町ワウへ、オーストラリア軍独立1個中隊および志願兵中隊を基幹とする「カンガ・フォース」を空輸した。カンガ・フォースは日本軍のポートモレスビー作戦の間、サラモア方面へゲリラ的な攻撃を仕掛けていた。
1943年1月、ポートモレスビー攻略作戦での日本軍の拠点のブナ、ゴナが連合軍の手に落ちると、日本軍では連合軍の次の攻撃目標をラエ・サラモア地区と予測し、ガダルカナル島の戦いへの投入が予定されてラバウルに集結していた第51師団を第18軍に編入して、横滑りでラエ・サラモア地区へ輸送することに決定した。ラエ・サラモアの防衛のためにはまずワウの確保が必要と判断された。ワウは小規模ながら飛行場を有し、カンガ・フォースが基地として利用するとともに、連合軍のラエ・サラモア方面への攻勢拠点となりうる可能性があったためである。
1942年12月31日に杉山元参謀総長と永野修身軍令部総長は大本営はソロモン方面からニューギニア重視に転換したこと、ラエ・サラモア方面から再びポートモレスビー作戦を続行することを上奏した。
一方1943年の初頭に陸軍参謀本部第三部長の若松只一中将などは船舶や航空戦力の不足からニューギニア放棄論を提案したが海軍の反対などにより否決された。
連合軍はソロモン諸島方面及び東部ニューギニア方面における本格的反攻に転じようとしていた。3月28日に発令されたカートホイール作戦は、ダンピール海峡の突破とラバウルの孤立化を最終目標とするもので、東部ニューギニア方面においてはラエとサラモアを最初の攻略目標としていた。この方面での連合軍部隊の主力にはオーストラリア軍第1軍団を基幹とする「ニューギニア・フォース」があてられた。

## 参加兵力

### 日本軍
- 陸軍
  - 第51師団 「基」兵団 - 師団長：中野英光中将、編成時兵力15,966名
    - 歩兵第66、第102、第115連隊、捜索第51連隊、野砲兵第14連隊、工兵第51連隊、輜重兵第51連隊基幹

  - 第41師団歩兵第238連隊第3大隊
  - 第20師団歩兵第80連隊第1大隊
  - 第5師団歩兵第21連隊第3大隊
  - 独立工兵第15、第30連隊
- 海軍
  - 佐世保鎮守府第5特別陸戦隊（佐五特） - 兵力約1,000名
  - 第7根拠地隊（七根） - 司令官：藤田類太郎中将、兵力約,100名

### 連合軍
- オーストラリア軍「ニューギニア・フォース」 - 司令官：イヴェン・マッケイ中将[6]
  - 第3師団 - 第7旅団基幹
  - 第14旅団
  - 第1軍団 - 軍団長：エドムンド・ヘリング中将
    - 第5師団 - 第15、第17、第29旅団基幹、アメリカ軍第41歩兵師団第162歩兵連隊を配属
    - 第7師団 - 第18、第21、第25旅団基幹、アメリカ軍第11空挺師団第503空挺連隊を配属
    - 第9師団 - 第20、第24、第26旅団基幹
    - 第11師団 - 第6旅団基幹
    - 第4旅団

## 経過

### 第十八号作戦
1943年1月5日、第51師団のラエへの最初の輸送作戦「第十八号作戦」が発令され、歩兵第102連隊を基幹とする岡部支隊（支隊長：第51歩兵団長岡部通少将）が輸送船5隻、護衛の陽炎型駆逐艦5隻（浦風、谷風、浜風、磯風、舞風）に分乗してラバウルを出発した。翌朝から連合軍機による空襲が始まった。7日に船団はラエ泊地へ到達したが、執拗な空襲は続けられ、まず日龍丸が沈没して乗船していた第3大隊は装備と兵員の一部を喪失。117名が伊25に救助され、ラバウルへ向かった。妙高丸も揚陸中作業に航行不能となり船体を海岸へ乗り上げて擱坐させるに至った。こうして輸送船2隻を失ったものの、岡部支隊は大半が上陸し作戦は一応の成功を収めた。

### ワウの戦い
岡部支隊はワウへの前進を準備した。ラエからワウへ至るルートは、マーカム川の支流沿いに内陸を進むルートと、サラモアまで舟艇を利用しそこから山系を越えるルートの2つがあった。前者は開けているため空襲を受ける危険性があるが、後者はジャングルであるため奇襲が可能になると判断された。サラモアからワウまでの日数は10日間と見積もられた。
1月16日、岡部支隊主力はサラモアを出発した。各人が携行した食糧は10日分しかなかったが、ワウを奪取して現地調達すれば良いと考えられていた。だがサラモアからの進路は予想外の難路で、ウイパリを通過して密林に入るとますます厳しくなり、重火器と通信機材の運搬に難渋し行軍速度は1日5キロから6キロが限界となった。その頃オーストラリア軍では、1月15日に第17旅団がワウ防衛にあてられ逐次戦力を空輸していたが、悪天候が続き最初の大隊の空輸に1週間を費やしていた。1月19日の時点でワウにあった戦力は第2/6大隊の将校28名、下士官以下535名に過ぎず、もし岡部支隊がラエからワウへ直行していればこのタイミングでワウを攻略できていた可能性もある。
岡部支隊主力がようやくワウ飛行場一帯を見下ろす高地に到達したのは1月27日午前10時であった。支隊長は同日薄暮からの夜襲を命じたが、密林に加えて暗夜となり前進・集結は思うに任せず、ようやく展開態勢を取った頃には既に翌28日の天明となっていた。ジャングルにおける夜襲の困難はガダルカナル島の戦いにおける第2師団の失敗の繰り返しであったが、岡部支隊長にはその貴重な戦訓は伝えられていなかった。
岡部支隊は改めて28日薄暮に夜襲を敢行した。オーストラリア軍はムボ周辺での日本軍の活動を察知していたものの、ワウが直接脅威にさらされていることは気づいていなかった。奇襲は成功し、岡部支隊の第一線部隊はワウ飛行場北東1キロまで進出した。しかしオーストラリア軍も反撃し日本軍はそこで限界に達した。翌29日朝、待望の好天が訪れ、オーストラリア軍はワウ飛行場への緊急輸送を開始した。戦闘機護衛の下にC-47輸送機7～8機が1時間おきに着陸し、第2/5および第2/7大隊の840名がその日のうちに到着した。日本軍はその夜も夜襲を継続したが、もはやオーストラリア軍を撃破しうる状況ではなかった。オーストラリア軍は翌日以降も兵員・物資の空輸を続け、2月1日の戦力は将校201名、下士官以下2,965名に達した。
2月上旬からは日本軍が逆に押され始めた。携行していた食糧はすでに尽き、木の芽や野草を食べながら逐次後退するしかなくなった。2月14日、第18軍から後退指令が下り、岡部支隊は戦闘を中止、2月24日までにムボ付近へ後退した。戦闘による岡部支隊の死傷者は800名であったが、山中での機動と戦闘行動中の給養不足により将兵の体力は消耗し、マラリアが続発して一時は戦力が皆無に近い状態となった。

### 第八十一号作戦
日本軍は続いて、第18軍司令部、歩兵第115連隊など7,300名をラエへ輸送する「第八十一号作戦」を実施した。だが連合軍は3月2日から3日にダンピール海峡で輸送船団を空襲した。このときB-25爆撃機は新戦術の反跳爆撃を実施し、輸送船8隻全部と駆逐艦4隻を撃沈、日本軍の戦死者は3,600名に及んだ。生存者は装備を失ってばらばらに海岸へ漂着するか、救助されて駆逐艦に鈴なりとなってラバウルへ帰還した。
その後、小規模に分かれた舟艇や駆逐艦による輸送により、連合軍の目をかいくぐり、歩兵第66連隊の大半の輸送に成功し、第51師団師団長中野英光中将もラエに到着することができた。だが軍司令官安達二十三中将、参謀長吉原矩中将、作戦主任参謀杉山茂大佐らの第18軍司令部は、前線のラエではなく北方のマダンへ上陸せざるを得なかった。

### サラモアの戦い
3月末、ラエ・サラモア地区の日本軍の兵力は第51師団司令部、歩兵第102連隊、歩兵第115連隊など6,000名、ブナ支隊（独立混成第21旅団）の生存者約1,000名、海軍陸戦隊（佐五特）1,000名の合計8,000名まで増強されたが、マラリアなどの過酷な自然環境に苦しめられていた。この頃大本営陸軍部参謀瀬島龍三少佐がニューギニア戦線を視察し、5月22日に帰朝報告を行っている。瀬島は戦局の先行きを大胆に予測していた。
「第51師団8,000名中4分の3は病人である…戦闘による損耗よりも、マラリヤ患者が大部分なり。兵そのものの志気は決して心配なし。唯病人が多くてどうにもならぬ」「今年の秋頃には、ラエ、サラモアを持つことが難しく、来年度は西太平洋全般に大変化を来し、帝国の戦争指導に大変化を来す恐れあり…事態を正当に見て、何か手を打たなければ大事に至ることあるべく…戦局の前途は大変なことになる」
4月下旬、オーストラリア軍第3師団指揮下の第2/7大隊1,000名と第2/3独立中隊が800名が、それぞれサラモアの外郭防衛線であるラバビア尾根（ミネ高地）とボブダビまで進出していた。さらに連合軍はワウ方面への補給のため、ニューギニア島南岸からオーウェンスタンレー山脈を越えてワウへ至る幅員5～6メートルの道路を完成させつつあった。ワウからサラモア方面への道路も建設中で、その先端はウイパリ西方2キロまで到達していた。中野師団長は、連合軍の兵力増強は道路が完成すれば急速に進むと判断し、その前にサラモアの外郭防衛線を確保すべく、自らムボの第一線へ前進した。
日本軍の攻勢が開始された。まず5月9日にムボ東方のラバビア尾根の一角を奪取、5月14日にボブダビ高地を攻略しオーストラリア軍を後退させた。ラバビア尾根主陣地への攻撃は6月20日午前3時に開始された。歩兵第66連隊第1大隊が前衛、第2大隊が本体となって力攻を加え、第6飛行師団の中核であった白城子教導飛行団（団長：白銀重二少将）も全力で航空支援を行った。ラバビア尾根は22日夕方5時に陥落、日本軍の損害は戦死41名、戦傷131名、戦果は遺棄死体100と記録されている。だが日本軍にはそこから先の陣地を攻撃するだけの余力はなかった。
6月30日未明から早朝にかけて、アメリカ軍第162連隊戦闘団がサラモア南方30キロのナッソー湾へ上陸、守備していた歩兵第102連隊第3大隊を後退させた。7月に入るとオーストラリア軍第3師団も攻勢を強め、ムボ、ボブダビ、カミアタムなどの外郭陣地は相次いで連合軍の手に落ちた。だがサラモア周辺には、スカウト尾根（山田山）、チャーリー・ヒル（草山）などの標高400メートル内外の高地が連なり、連合軍の戦車の接近を阻んだ。連合軍は連日猛烈な砲爆撃を加えたが、第51師団は地の利を活用し、サラモアを9月まで守り通すことになる。
しかし、連合軍にとってサラモアは重要な目標ではなかった。この方面の部隊の任務は、日本軍に連合軍の目標をサラモアであると思い込ませ、ラエを手薄にさせることだったのである。

### ラエ陥落
1943年半ばまでにラエ・サラモア周辺の制空権は完全に連合軍のものとなっていた。ダンピール海峡を渡ってくる輸送船は途絶え、日本軍の補給は潜水艦だけに依存していた。輸送方法はドラム缶に詰めた物資を潜水艦の横腹に抱え、夜闇にまぎれて海岸で切り離すもので、1万名の兵力を養うにはとても足りなかった。日本軍は7月に第4航空軍をニューギニア北岸のホーランジア（現在のジャヤプラ）へ進出させ、制空権の奪回を図ったが、8月17日から18日の連合軍による大規模な空襲によって第4航空軍は作戦機100機を一挙に失い壊滅状態となる。
サラモアが最前線となっている間、50キロ後方のラエには歩兵第21連隊第3大隊、歩兵第115連隊第2、第3大隊、および種々の後方部隊が置かれ、第41師団の歩兵団長庄下亮一少将が全体を指揮していた。しかし実働兵力は200名に過ぎず、傷病兵は1,000名いたが戦闘に耐えうるものではなかった。他に海軍の第7根拠地隊1,000名もいたが、機動的な陸戦が可能な要員は100名に過ぎなかった。
9月、連合軍はラエの攻略へ向けて一挙に攻勢に出た。9月4日朝、北アフリカ戦線から戻ったオーストラリア軍第9師団がラエ東方40キロのホポイに上陸した。さらに翌5日には南西太平洋方面連合軍総司令官ダグラス・マッカーサー大将自らB-17に搭乗して督戦する中、ラエ北西20キロのナザブ平原にアメリカ軍第503空挺連隊とオーストラリア軍第7師団の一部が空挺降下した。サラモアの第51師団は退路を絶たれる危機に陥り、中野師団長も玉砕を覚悟した。だが安達軍司令官はこれを承知せず撤退を指示し、9月8日、中野師団長はサラモアからの脱出命令を発した。
ラエの日本軍は必死の防衛戦を展開していた。ラエ東方では、ブス川の急流を防壁として歩兵第115連隊第3大隊と海軍根拠地隊が布陣した。オーストラリア軍第24旅団の2/28大隊は9月9日朝にゴムボートでブス川下流の渡河を試みたが、急流と日本軍の銃弾に阻まれ一度は引き返し、午後に13名の溺死者を出しながらようやく対岸に渡った。しかし連日の豪雨で増水した川が障害となって補給が続かなくなり、さらに日本軍の激しい抵抗に遭って前進できなくなってしまう。第2工兵特別旅団がブス川への架橋を終え、オーストラリア軍が再度進撃を開始できたのは9月14日であった。ラエ西方では、日本軍は歩兵第115連隊の1個大隊程度が守備するのみであった。しかし、やはり連日の豪雨で飛行場が使用できない状態が続き、空挺降下した連合軍はなかなか前進へ移ることができなかった。
9月11日を過ぎると、サラモアから脱出してきた第51師団が徐々にラエへ到着した。ラエも保持困難であることに変わりはなく、日本軍は直ちにラエからも撤退した。連合軍は9月11日にサラモアを、9月16日にラエを奪還した。

## 影響
日本軍の撤退は標高4,100メートルのサラワケット山系を越える経路で行われた。同行できない重傷病兵は多くが自決するか医官によって処分された。100名ばかりの重傷病兵が3隻の大発に乗せられて連合軍の制海権下を決死の脱出行に成功したことがわずかな救いである。サラワケット越えに参加した人数は第51師団が3,900名、その他の部隊2,100名、海軍2,500名、総勢8,500名であったが、山中では飢えや寒さ、落石や転落によって多くの将兵が命を落とした。10月末までにキアリに到着した人数は陸軍5,565名、海軍1,762名と報告されている。うち987名は直ちに入院あるいは後送が必要とされ、他の者も大半が傷つき疲れ果てた半病人となっていた。
サラモアの戦いにおけるオーストラリア軍第3、第5師団の損害は1943年4月から9月までの間に戦死358名、戦傷776名、アメリカ軍第162連隊戦闘団は戦死102名、戦傷447名と記録されている。9月のラエ攻略戦におけるオーストラリア軍第7、第9師団の損害は戦死115名、戦傷501名、行方不明73名であった。日本軍では、ラエ・サラモア地区に投入された2万名の陸海軍兵力のうち、1万名が戦死・戦病死し、1,000名以上がサラワケット越えで命を落としたとみられる。
ラエ・サラモアの失陥によって日本軍がポートモレスビー進攻作戦を再度実施できる望みはなくなった。大本営ではこれを機にニューギニア放棄論も議論に上ったが、官僚組織化していた日本軍ではそのような思い切った戦略転換が採用されることはなかった。戦場は連合軍の次の目標フィンシュハーフェンへと移り、ニューギニアの日本軍将兵の苦難は続くことになる。